# ヘップ・ティ・リー
ヘップ・ティ・リー（Hiep Thi Le, ベトナム語: Lê Thị Hiệp / 黎氏俠、1971年2月18日 - 2017年12月19日）は、南ベトナム出身のアメリカ合衆国の女優。

## 来歴
南ベトナム・ダナン出身。9歳の時、母親と7歳の妹と共に小さなボートに乗ってベトナムを脱出、ボートピープルとなる。香港の難民キャンプで3ヶ月を過ごした後、1979年に渡米。
カリフォルニア大学デービス校在学中に、オリバー・ストーン監督のベトナム戦争に翻弄されるベトナム人女性を描いた映画『天と地』の主人公レ・リー役に抜擢され、女優デビュー。
2017年12月19日、胃癌のため死去、46歳。

## 主な出演作品
- 天と地 Heaven & Earth (1993)
- 妖街皇后 (1995) 香港・シンガポール映画
- Dead Men Can't Dance (1997)
- クルーエル・インテンションズ Cruel Intentions (1999)
- Shark in a Bottle (2000)
- グリーン・ドラゴン Green Dragon (2001)
- ナショナル・セキュリティ National Security (2003)
- The Princess of Nebraska (2007)
- Julia (2008)
- レイクビュー・テラス 危険な隣人 Lakeview Terrace (2008)
- シンパシー・フォー・デリシャス Sympathy for Delicious (2010)